# 1440년

## 연호
- 명(明) 정통(正統) 5년
- 일본(日本) 에이쿄(永享) 12년
- 후 레 왕조(後黎朝) 다이바오(大寶) 원년

## 기년
- 명(明) 영종 정통제(英宗 正統帝) 5년
- 조선(朝鮮) 세종(世宗) 22년
- 후 레 왕조(後黎朝) 태종(太宗) 7년

## 사건
- 영국에 이튼 칼리지 설립.

## 탄생
- 조선 6대 국왕 단종의 정비 정순왕후